# 이승주 (1984년)
이승주(李承柱, 1984년 4월 13일~ )는 KBO 리그 전 고양 원더스의 선수이다.

## 출신학교
- 서울청구초등학교
- 중앙중학교
- 화순고등학교 (장충고등학교] 로 전학)